# Bahal Batu (Barumun Tengah)
Bahal Batu is een bestuurslaag in het regentschap Padang Lawas van de provincie Noord-Sumatra, Indonesië. Bahal Batu telt 182 inwoners (volkstelling 2010).